# Mască de față integrală (scufundare)

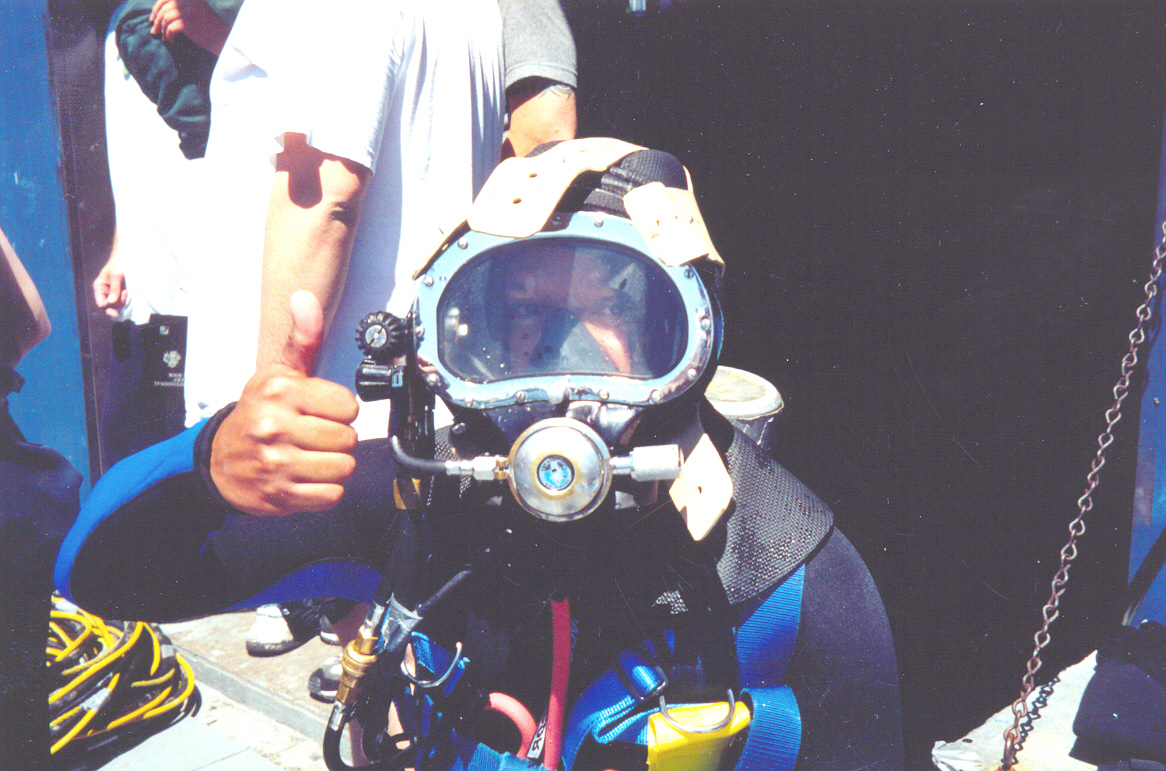
Scafandru echipat cu mască facială Kirby-Morgan

Masca facială (engleză: full face diving mask) este o componentă principală a echipamentului individual de scufundare profesională. Poate fi utilizată  cu aparat autonom de respirat sub apă sau cu alimentare de la suprafață, atât cu aer cât și cu amestec respirator (Heliox).
Primele tipuri de măști faciale au apărut în anul 1966 când Bev Morgan și Bob Kirby înființează în Santa Barbara, California, firma „Kirby Morgan Corporation” ca urmare a intensificării exploatării resurselor petroliere offshore. S-a adaptat și perfecționat echipamentul clasic Siebe-Gorman care devine tot mai greoi și dificil de utilizat. Perfecționările aduse noilor echipamente s-au axat în special pe realizarea unei noi generații de aparate de respirat sub apă având greutate mult redusă. 

## Funcții importante
Masca facială are rolul de a asigura scafandrului:
- respirație la cerere
- comunicații cu suprafața
- vizibilitate sub apă.

## Elemente componente
O mască facială integrală are următoarele elemente componente:
- detentor
- piesă oro-nazală
- vană de alimentare cu amestec respirator
- clapetă antiretur
- sistem de comunicații
- tijă pentru echilibrarea urechii medii
- cagulă
- piesă elastică de fixare
- geam de privire
- cadru principal[1]

### Detentor
Detentorul este alcătuit numai din etajul II și are rolul de a asigura scafandrului aer sau alt amestec respirabil la presiunea mediului ambiant, la cerere.
Amestecul gazos de la compresor sau baterie de butelii este transmis prin intermediul furtunului de alimentare din cablul ombilical la etajul II, care echilibrează presiunea acestuia cu presiunea exterioară a apei numai atunci când scafandrul inspiră.
Etajul II este reglat pentru a permite fluxul de gaz la o presiune de 12 bar peste presiunea ambiantă. În cazul în care se efectuează scufundări la adâncimi mai mari, pentru a se compesa pierderile de presiune din furtunul de alimentare, detentorul se poate regla până la o presiune de maxim 20 bar peste presiunea ambiantă.
Detentorul este prevăzut cu un buton de purjare acționat de scafandru prin apăsare cu degetul pentru a permite accesul fluxului continuu.
Pentru a compensa variațiile de presiune survenite în timpul scufundării, detentorul are în partea stângă o tijă rotativă  pentru reglarea debitului de gaz.

### Piesă oralo-nazală
Se află în interiorul măștii faciale acoperind gura și nasul scafandrului și este prevăzută cu o supapă de aspirație. Piesa oro-nazală are rolul de a micșora spațiul cu aer din interior, de a elimina posibilitatea acumulării de bioxid de carbon rezultat din expirație, precum și de a îmbunătăți comunicațiile.

### Vană de alimentare cu amestec respirabil
Este un bloc compact aflat în partea dreaptă a măștii faciale alcătuit din două vane: principală și de securitate. 
Vana principală este conectată la furtunul de alimentare și poate fi acționată de scafandru de la exterior pentru deschiderea fluxului continuu, util pentru dezaburirea geamului și pentru ventilare.
Vana mai este prevăzută cu un atenuator de zgomot.
Vana de securitate este conectată printr-un furtun scurt la butelia de securitate aflată pe spatele scafandrului.

### Clapetă antiretur
Clapeta antiretur este situat în interiorul vanei de alimentare la intrarea amestecului respirator și care este o supapă de un singur sens.
Are rolul de a bloca accesul în sens invers al presiunii amestecului gazos în cazul defectării sursei de alimentare. 

### Sistem de comunicații
Sistemul de comunicații constă din două difuzoare etanșe aflate în cagulă și un microfon montat în piesa oralo-nazală. 
Se mai poate utiliza un conector subacvatic conectat la cablul de comunicații.

### Tijă pentru echilibrarea presiunii
La interior corespunde în piesa oralo-nazală cu o curbură pe forma nasului acoperită cu neopren, iar la exterior poate fi manevrată de scafandru pentru a echilibra presiunea din urechea medie într-un mod asemănător manevrei Valsalva.

### Cagulă
Este confecționată din neopren și are un fermoar etanș la spate pentru închidere pe capul scafandrului.
Este prevăzută cu două spații pentru montarea difuzoarelor.
Cagula se fixează de cadrul principal cu un colier de prindere metalic.

### Piesă elastică de fixare („caracatiță”)
Este confecționată din cauciuc, cu cinci „brațe” și este folosită pentru fixarea măștii faciale pe capul scafandrului. Pe fiecare „braț" are un număr de cinci orificii de strângere care se prind de cadru.

### Geam
Este confecționat din lexan, are o grosime de aproximativ 12,5 mm și se prinde în cadru cu ajutorul unui colier metalic.

### Cadru principal
Este fabricat din material plastic ranforsat permițând susținerea celorlalte componente ale măștii faciale, precum și înlocuirea cu ușurință a acestora.

## Mască facială tip AGA

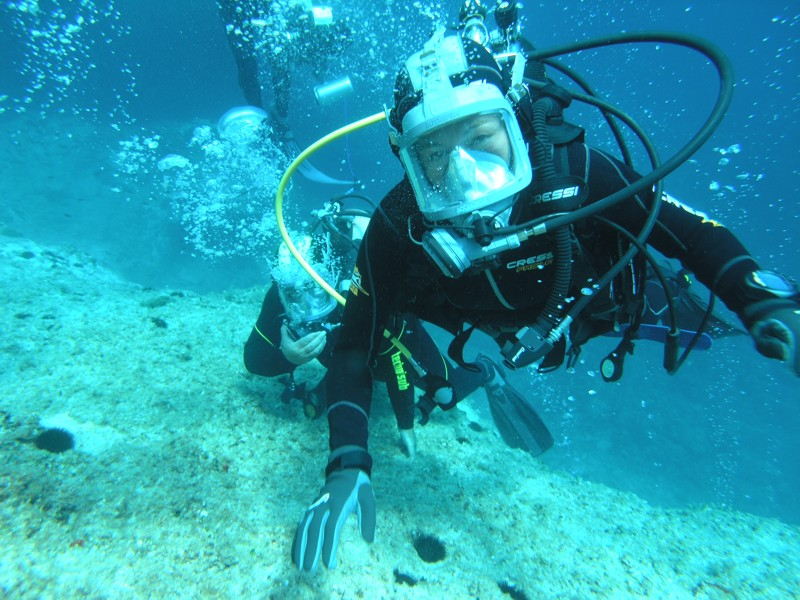
Scafandru echipat cu mască facială tip AGA

Masca facială AGA Divator produsă de firma Interspiro, este una din cele mai comecializate, fiind utilizată în activități de scufundare civilă, profesională și militară.
Caracteristici :
- geam cu volum intern mic pentru a reduce posibilitatea apariției unei flotabilități pozitive și concentrației de CO2 în mască
- dispozitiv de avertizare sonoră pentru presiune scăzută în butelie
- treapta a II-a detentorului permite un ridicat confort respirator chiar și în condiții extreme de scufundare (sub gheață, ape poluate, curenți)
- sistem de comunicații radio prevăzut cu atenuator de zgomote.

## Masca facială Panorama

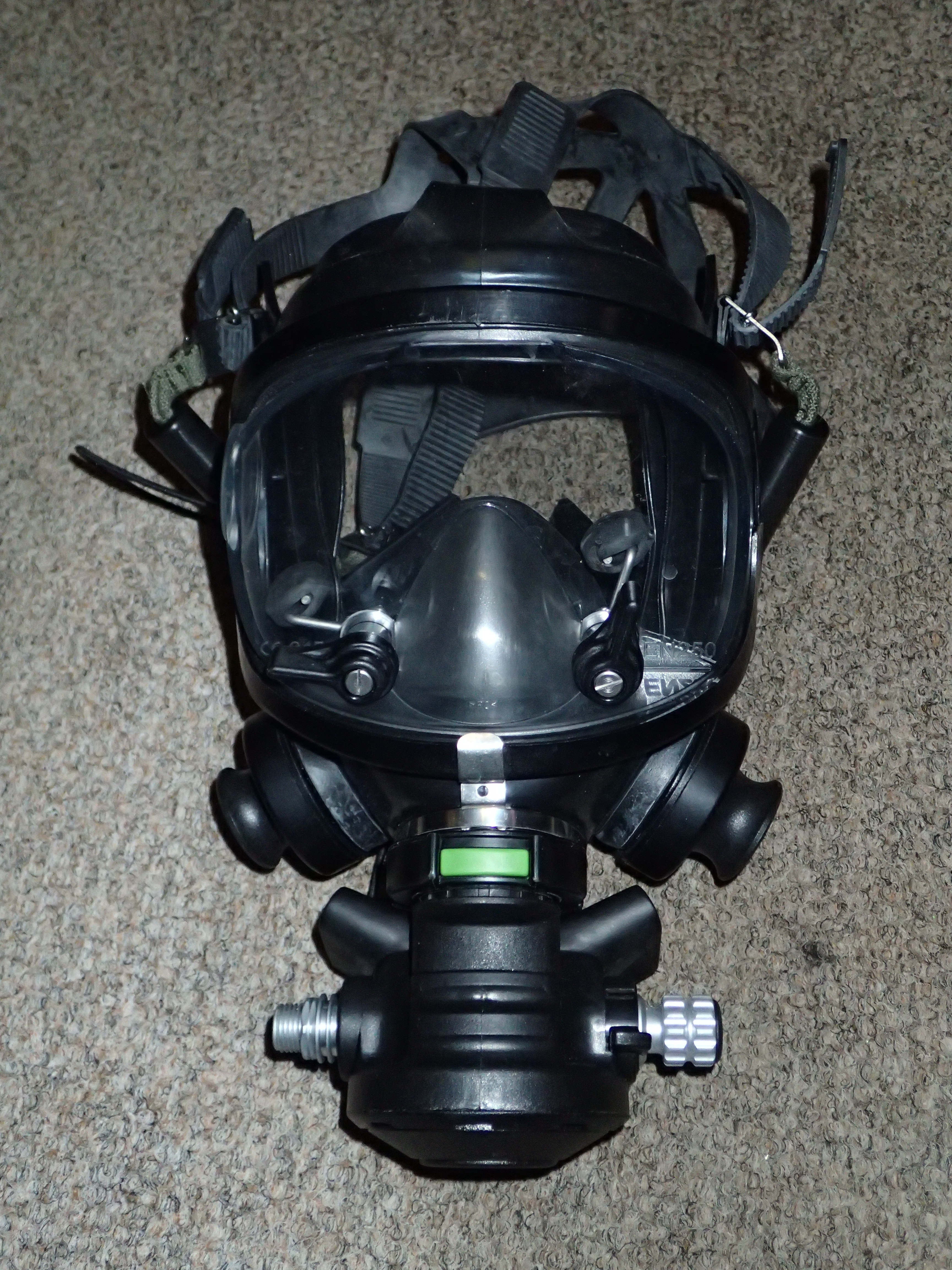
Masca facială Dräger Panorama

Masca facială Panorama Nova Dive a fost produsă de firma Dräger AG atât pentru activități de scufundare cu caracter civil, cât și pentru scufundare profesională. Poate fi utilizată cu alimentare de suprafață, butelie pentru scufundări, sau cu un aparat de scufundare recirculator.
Masca este prevăzută cu o conexiune principală situată pe piesa oro-nazală pentru alimentarea cu amestec respirator și alte două lateral pentru conectarea la sursa de comunicații radio și alimentare de securitate.
Modelul pentru scufundare profesională este prevăzut și cu un dispozitiv de avertizare sonoră pentru presiune scăzută de amestec respirator.